# Johan Wigger
Johan-Gerard Wigger (Dalen, 2 november 1985) is een Nederlands voetballer.
Wigger begon zijn loopbaan als verdedigende middenvelder in het seizoen 2003/04 bij FC Emmen. Na drie jaar verruilde hij Emmen voor de Duitse Oberligaclub SV Meppen waar hij in het seizoen 2009/10 ook aanvoerder is. Vanaf maart 2010 speelt hij in de Verenigde Staten bij Dayton Dutch Lions waar hij ook een marketing- en salesfunctie krijgt. In de zomer van 2010 keerde hij terug bij SV Meppen. In 2016 stapte Wigger over naar het Nederlandse amateurvoetbal, waar hij uitkomt voor HHC Hardenberg in de Tweede divisie. Medio 2017 ging hij voor SVBO spelen.